# Ydele Horowitz
Ydele (sau Yehuda) Horowitz (n. 1905, Dzików⁠(d), voievodatul Subcarpatia, Polonia – d. 1989, Greater London, Anglia, Regatul Unit) a fost un rabin hasidic român (ulterior israelian) originar din Polonia, cunoscut deoarece a fost liderul dinastiei hasidice Ropshitz. 